# Jurowce (województwo podkarpackie)
Jurowce (j. łemkowski/ ukraiński Юрівці) – wieś w Polsce, położona w województwie podkarpackim, w powiecie sanockim, w gminie Sanok, nad potokiem Różowym. Przez wieś przebiega droga wojewódzka nr 886.
W latach 1954–1959 wieś należała do gromady Czerteż, po jej zniesieniu, należała i była siedzibą władz gromady Jurowce. W latach 1975–1998 wieś administracyjnie należała do województwa krośnieńskiego.
Wieś położona jest ok. 8 km od Sanoka przy drodze wiodącej do Rzeszowa. Rozciągnięta jest na długości ok. 3 km i sąsiaduje z wsiami: Czerteż – od strony południowej; Kostarowce – od strony południowo-zachodniej; Strachocina – od strony zachodniej; Srogów Górny i Srogów Dolny – od strony północno-wschodniej.

## Integralne części wsi
| SIMC    | Nazwa   | Rodzaj    |
| ------- | ------- | --------- |
| 0359267 | Kolonia | część wsi |
| 0359273 | Korea   | część wsi |
| 0359280 | Popiele | część wsi |

## Historia
Prawdopodobnie wieś lokowana była przez księcia Jerzego II, jako wieś służebna grodu sanockiego. Pierwsze wiadomości na temat wsi znajdują się w dokumencie wydanym przez Kazimierza Wielkiego z dnia 25 czerwca 1361 roku. Król nadał wówczas Jurowce dwóm braciom ze Zboisk Piotrowi i Pawłowi protoplastom rodu Matiaszowiczów.
W połowie XIX wieku właścicielem posiadłości tabularnej w Jurowcach z Popielem był Antoni Jaruntowski. Na przełomie XIX i XX wieku właścicielami dóbr byli Zenon Słonecki, Jan Duklan Słonecki, w 1905 Stanisław i Seweryna Słoneccy posiadali we wsi obszar 270,7 ha.
1 marca 1889 w Jurowcach otwarto urząd pocztowy.
Benedykt Gajewski stworzył publikację pt. Jurowce. Wieś nad Różowym (1998).

## Zabytki i atrakcje turystyczne
- Dawna cerkiew greckokatolicka św. Jerzego drewniana wzniesiona w 1873 pw. św. Jerzego, w konstrukcji słupowej z trzema kopułami. Została zbudowana w stylu bizantyjskim. Teren cerkwi wydzielony jest ogrodzeniem (częściowo z siatki, częściowo kutym). Od strony południowej znajduje się plebania, od strony wschodniej sala katechetyczna, zaś od strony północnej murowana dzwonnica z 1905. Pierwotnie cerkiew składała się z nawy, babińca, prezbiterium i przedsionka. Prezbiterium zostało zbudowane na rzucie prostokąta. Od strony południowej znajduje się zakrystia a po przeciwnej kaplica kolatorska. Całość wieńczą płaskie kopuły. Pierwotne wyposażenie cerkwi było bogate. Ołtarz główny został oddzielony od nawy głównej stylowym ikonostasem i pięknie rzeźbionymi carskimi wrotami. W 1924 do prezbiterium od strony południowej dobudowano boczną kaplicę. Od 1946 kościół parafialny rzymskokatolicki pw. św. Piotra i Pawła w dekanacie Grabownica[11].
- Dwór neoklasycystyczny z I poł. XIX w. należący niegdyś do rodziny Słoneckich (przedstawicielami byli Zenon Słonecki, jego syn Jan Duklan Słonecki). Początkowo drewniany, natomiast jego kolejny właściciel na początku XX w. przebudował go na murowany. Wokół dworu znajduje się zabytkowy park, a w jego pobliżu staw. W 1988 zespół dworsko-parkowy w Jurowcach, jako przykład neoklasycznej architektury rezydencjonalnej, został wpisany do rejestru zabytków ówczesnego województwa krośnieńskiego. Obecnie na tym terenie działa RSP „Zgoda”.